# Maximum-a-posteriori-schatter
Een maximum-a-posteriori-schatter, afgekort tot MAP-schatter, is een schatter die sterk verwant is aan de meest aannemelijke schatter, maar die gebruikmaakt van een a-priori-kansverdeling. Daarom wordt de te schatten kansverdeling als a-posteriori-verdeling aangeduid. De methode wordt gebruikt voor het schatten van de a-posteriori-kansen van de toestanden en overgangen van een markovproces onder invloed van ruis. In de informatietheorie worden MAP-schatters gebruikt in soft-in/soft-out- of SISO-decoders voor het iteratief decoderen van turbocodes.
Hoewel bij de maximum-a-posteriori-methode, net als in de bayesiaanse statistiek gebruik wordt gemaakt van a-priori-kansen, wordt de MAP-schatter toch niet als een bayesiaanse methode beschouwd.
Het algoritme is in 1974 door Lalit Bahl, John Cocke, Frederick Jelinek en Josef Raviv gepubliceerd en staat ook wel bekend, naar de namen van de uitvinders, als het BCJR-algoritme.
websites
- LR Bahl, J Cocke, F Jelinek en J. Raviv, Optimal decoding of linear codes for minimizing symbol error rate, maart 1974. voor IEEE Transactions on Information Theory, 20, 2, blz 284–287